# Caragana microphylla
Caragana microphylla är en ärtväxtart som beskrevs av Jean-Baptiste de Lamarck. Caragana microphylla ingår i släktet karaganer, och familjen ärtväxter.

## Underarter
Arten delas in i följande underarter:
- C. m. microphylla
- C. m. potaninii